# Geoffrey Hughes
Geoffrey Hughes (2. februar 1944 i Wallasey, Cheshire – 27. juli 2012) var en engelsk skuespiller, der i Danmark primært var kendt som Vernon Scripps i Små og store synder og Onslow i Fint skal det være. Han begyndte sin skuespilkarriere på Victoria Theatre i Stoke-on-Trent.
Hans store gennembrud var at lægge stemme til Paul McCartney i tegnefilmen Yellow Submarine.
Han havde også medvirket i The Likley Lads og Z cars.
Geoffrey boede i Northamptonshire sammen med sin kone Susan.
Geoffrey døde som 68 årig af prostatakræft.